# دم‌خاری کاکل‌خامه‌ای
دم‌خاری کاکل‌خامه‌ای (نام علمی: Cranioleuca albicapilla) نام یک گونه از سرده دم‌خاری‌های نمادین است.